# Mirza Delimeđac
Mirza Delimeđac (in serbo Мирза Делимеђац?; Novi Pazar, 24 ottobre 1999) è un calciatore serbo, centrocampista svincolato.

## Caratteristiche tecniche
È un centrocampista centrale.

## Carriera
Cresciuto nel settore giovanile del Novi Pazar, nel gennaio del 2019 si trasferisce a Singapore nei Tampines Rovers, dove gioca 5 incontri di AFC Cup, realizzando una rete. Sei mesi più tardi fa ritorno al Novi Pazar, con cui debutta il 3 agosto in occasione del match di Prva Liga Srbija pareggiato 1-1 contro il Sinđelić Belgrado; realizza la sua prima rete due settimane più tardi nel match vinto 3-1 contro il Trajal Kruševac.

## Statistiche

### Presenze e reti nei club
Statistiche aggiornate al 7 maggio 2021.
| Stagione        | Squadra         | Campionato      | Campionato | Campionato | Coppe nazionali | Coppe nazionali | Coppe nazionali | Coppe continentali | Coppe continentali | Coppe continentali | Altre coppe | Altre coppe | Altre coppe | Totale | Totale | Totale |
| Stagione        | Squadra         | Comp            | Pres       | Reti       | Comp            | Pres            | Reti            | Comp               | Pres               | Reti               | Comp        | Pres        | Reti        | Pres   | Reti   |        |
| --------------- | --------------- | --------------- | ---------- | ---------- | --------------- | --------------- | --------------- | ------------------ | ------------------ | ------------------ | ----------- | ----------- | ----------- | ------ | ------ | ------ |
| 2019            | Tampines Rovers | PL              | 0          | 0          | -               | -               | -               | AFC Cup            | 5                  | 1                  | -           | -           | -           | 5      | 1      |        |
| 2019-2020       | Novi Pazar      | 1L              | 25         | 2          | CS              | 1               | 0               | -                  | -                  | -                  | -           | -           | -           | 26     | 2      |        |
| 2020-2021       | Novi Pazar      | SL              | 27         | 2          | CS              | 1               | 0               | -                  | -                  | -                  | -           | -           | -           | 28     | 2      |        |
| Totale carriera | Totale carriera | Totale carriera | 52         | 4          |                 | 2               | 0               |                    | 5                  | 0                  |             | -           | -           | 59     | 5      |        |

## Palmarès

### Club

#### Competizioni nazionali
- Coppa di Singapore: 1

Tampines Rovers: 2019